# 330. medicinska brigada (ZDA)
330. medicinska brigada je medicinska brigada Kopenske vojske Združenih držav Amerike.

## Odlikovanja
- Predsedniška omemba enote